# Terellia colon
Terellia colon
 es una especie de insecto del género Terellia de la familia Tephritidae del orden Diptera. 
Johann Wilhelm Meigen la describió científicamente por primera vez en el año 1826.